# Copa Bolivia 2013
La Copa Bolivia 2013 fue la segunda versión del torneo promocional de segunda división organizado por la Asociación Nacional de Fútbol de Bolivia. Originalmente estaba programada para disputarse entre el 7 y 14 de septiembre de 2013 en las ciudades de Santa Cruz y Tarija, sin embargo, ante la solicitud de algunas asociaciones departamentales, la FBF pospuso su inicio para el domingo 22 de septiembre, y eligió al municipio de Guayaramerín, en Beni, como sede adicional. 
Participaron los equipos subcampeones de las 9 Asociaciones Departamentales de Bolivia, el subcampeón del Torneo Nacional Interprovincial 2013 y los equipos terceros de La Paz y Santa Cruz. Para las ediciones subsecuentes, los dos últimos lugares serán asignados de manera rotativa entre las 9 asociaciones.

## Sistema de disputa
Los 12 equipos fueron distribuidos según criterios geográficos en 2 series: 
La Serie A se jugó en Tarija, en el Estadio Municipal La Bombonera, con los subcampeones de Tarija, Cochabamba, Chuquisaca, Oruro y Potosí, y el tercero de La Paz.
La Serie B se jugó en Guayaramerín (Beni), en el Estadio Aldo Bravo Monasterios, con los subcampeones de La Paz, Santa Cruz, Pando y Beni, el subcampeón del Torneo Nacional Interprovincial 2013 y el tercero de Santa Cruz.
La Fase final se jugó en Santa Cruz, en el Estadio Ramón Tahuichi Aguilera. Los dos primeros de cada serie jugaron de forma cruzada las semifinales. Los ganadores definieron el título del torneo y los perdedores el tercer lugar. Los 3 primeros clasificaron al Nacional B 2013/14.

## Participantes
| Equipo                   | Localidad    | Departamento | Condición                       |
| ------------------------ | ------------ | ------------ | ------------------------------- |
| 31 de octubre            | La Paz       | La Paz       | Subcampeón 2012/13 AFLP         |
| ABB                      | La Paz       | La Paz       | Tercero 2012/13 AFLP            |
| Destroyers               | Santa Cruz   | Santa Cruz   | Subcampeón 2012/13 ACF          |
| Calleja                  | Santa Cruz   | Santa Cruz   | Tercero 2012/13 ACF             |
| Universitario            | Cochabamba   | Cochabamba   | Subcampeón 2012/13 AFC          |
| Flamengo                 | Sucre        | Chuquisaca   | Subcampeón 2012/13 ACHF         |
| Oruro Royal              | Oruro        | Oruro        | Subcampeón 2012/13 AFO          |
| Wilstermann Cooperativas | Potosí       | Potosí       | Subcampeón 2012/13 AFP          |
| García Agreda            | Tarija       | Tarija       | Subcampeón 2012/13 ATF          |
| Vaca Diez                | Cobija       | Pando        | Subcampeón 2012/13 APF          |
| Universitario            | Trinidad     | Beni         | Subcampeón 2012/13 AFB          |
| San Joaquín              | Guayaramerín | Beni         | Subcampeón Interprovincial 2013 |

## Fase de grupos

### Tabla de Posiciones Serie "A"
| Pos | Equipo                      | PJ | G | E | P | GF | GC | Dif | Pts |
| --- | --------------------------- | -- | - | - | - | -- | -- | --- | --- |
| 1º  | García Agreda               | 5  | 5 | 0 | 0 | 15 | 0  | 15  | 15  |
| 2º  | ABB                         | 5  | 4 | 0 | 1 | 8  | 4  | 4   | 12  |
| 3º  | Flamengo de Sucre           | 5  | 3 | 0 | 2 | 9  | 14 | -5  | 9   |
| 4º  | Wilstermann Cooperativas    | 5  | 1 | 1 | 3 | 8  | 11 | -3  | 4   |
| 5º  | Oruro Royal                 | 5  | 0 | 2 | 3 | 8  | 15 | -7  | 2   |
| 6º  | Universitario de Cochabamba | 5  | 0 | 1 | 4 | 6  | 10 | -4  | 1   |

Pts = Puntos; PJ = Partidos Jugados; G = Partidos Ganados; E = Partidos Empatados; P = Partidos Perdidos; GF = Goles Anotados; GC = Goles Recibidos; Dif = Diferencia de gol
|  | Clasificados a Semifinales. |

#### Resultados
| Universitario de Cochabamba | 1 - 2 | Flamengo de Sucre        | 22 de septiembre | 12:00 |
| Oruro Royal                 | 0 - 3 | ABB                      | 22 de septiembre | 14:00 |
| García Agreda               | 2 - 0 | Wilstermann Cooperativas | 22 de septiembre | 16:00 |

| Wilstermann Cooperativas    | 3 - 3 | Oruro Royal       | 24 de septiembre | 12:00 |
| Universitario de Cochabamba | 1 - 2 | ABB               | 24 de septiembre | 14:00 |
| García Agreda               | 6 - 0 | Flamengo de Sucre | 24 de septiembre | 16:00 |

| Wilstermann Cooperativas | 0 - 1 | ABB                         | 26 de septiembre | 12:00 |
| Flamengo de Sucre        | 4 - 3 | Oruro Royal                 | 26 de septiembre | 14:00 |
| García Agreda            | 1 - 0 | Universitario de Cochabamba | 26 de septiembre | 16:00 |

| Universitario de Cochabamba | 2 - 2 | Oruro Royal              | 28 de septiembre | 12:00 |
| Flamengo de Sucre           | 3 - 2 | Wilstermann Cooperativas | 28 de septiembre | 14:00 |
| García Agreda               | 3 - 0 | ABB                      | 28 de septiembre | 16:00 |

| Flamengo de Sucre           | 0 - 2 | ABB                      | 30 de septiembre | 12:00 |
| Universitario de Cochabamba | 2 - 3 | Wilstermann Cooperativas | 30 de septiembre | 14:00 |
| García Agreda               | 3 - 0 | Oruro Royal              | 30 de septiembre | 16:00 |

### Tabla de Posiciones Serie "B"
| Pos | Equipo                 | PJ | G | E | P | GF | GC | Dif | Pts |
| --- | ---------------------- | -- | - | - | - | -- | -- | --- | --- |
| 1º  | Destroyers             | 5  | 4 | 1 | 0 | 13 | 4  | 9   | 13  |
| 2º  | Calleja                | 5  | 2 | 2 | 1 | 13 | 5  | 8   | 8   |
| 3º  | 31 de octubre          | 5  | 2 | 2 | 1 | 5  | 4  | 1   | 8   |
| 4º  | San Joaquín            | 5  | 2 | 1 | 2 | 6  | 7  | -1  | 7   |
| 5º  | Universitario del Beni | 5  | 1 | 2 | 2 | 7  | 7  | 0   | 5   |
| 6º  | Vaca Diez              | 5  | 0 | 0 | 5 | 3  | 20 | -17 | 0   |

Pts = Puntos; PJ = Partidos Jugados; G = Partidos Ganados; E = Partidos Empatados; P = Partidos Perdidos; GF = Goles Anotados; GC = Goles Recibidos; Dif = Diferencia de gol
|  | Clasificados a Semifinales. |

#### Resultados
| Destroyers             | 1 - 0 | Deportivo Calleja | 22 de septiembre | 16:00 |
| Universitario del Beni | 2 - 0 | Vaca Diez         | 22 de septiembre | 18:00 |
| San Joaquín            | 0 - 2 | 31 de Octubre     | 22 de septiembre | 20:00 |

| Destroyers        | 1 - 1 | Universitario del Beni | 24 de septiembre | 16:00 |
| Deportivo Calleja | 0 - 0 | 31 de Octubre          | 24 de septiembre | 18:00 |
| San Joaquín       | 3 - 2 | Vaca Diez              | 24 de septiembre | 20:00 |

| Universitario del Beni | 1 - 1 | 31 de Octubre     | 26 de septiembre | 16:00 |
| Destroyers             | 6 - 1 | Vaca Diez         | 26 de septiembre | 18:00 |
| San Joaquín            | 1 - 1 | Deportivo Calleja | 26 de septiembre | 20:00 |

| Deportivo Calleja | 8 - 0 | Vaca Diez              | 28 de septiembre | 16:00 |
| Destroyers        | 3 - 1 | 31 de Octubre          | 28 de septiembre | 18:00 |
| San Joaquín       | 1 - 0 | Universitario del Beni | 28 de septiembre | 20:00 |

| 31 de Octubre          | 1 - 0 | Vaca Diez         | 30 de septiembre | 16:00 |
| Universitario del Beni | 3 - 4 | Deportivo Calleja | 30 de septiembre | 18:00 |
| San Joaquín            | 1 - 2 | Destroyers        | 30 de septiembre | 20:00 |

## Fase Final
|  | Semifinales          | Semifinales          |   |         | Final                 | Final                 |  |
|  | 8 de octubre de 2013 | 8 de octubre de 2013 |   |         | 10 de octubre de 2013 | 10 de octubre de 2013 |  |
|  |                      |                      |   |         |                       |                       |  |
|  |                      |                      |   |         |                       |                       |  |
|  | García Agreda        | 3                    |   |         |                       |                       |  |
|  | Calleja              | 1                    |   |         |                       |                       |  |
|  |                      |                      |   |         |                       |                       |  |
|  |                      |                      |   |         |                       |                       |  |
|  |                      |                      |   |         | García Agreda         | 0                     |  |
|  |                      | ABB                  | 2 |         |                       |                       |  |
|  |                      |                      |   |         |                       |                       |  |
|  |                      |                      |   |         |                       |                       |  |
|  |                      |                      |   |         | Tercer lugar          |                       |  |
|  |                      |                      |   |         |                       |                       |  |
|  | Destroyers           | 0 (3)                |   | Calleja | 2 (3)                 |                       |  |
|  | ABB                  | 0 (5)                |   |         | Destroyers            | 2 (2)                 |  |

| Campeón ABB |

Semifinales
| Martes, 8 de octubre de 2013, 18:30 | Calleja             | 1:3     | García Agreda                                                    | Estadio Ramón Tahuichi Aguilera, Santa Cruz |  |
|                                     | Christian Arano 55' | Reporte | Adalid Vargas 6' · Yeltsin Ovando 22' · Luis Fernando Vargas 58' |                                             |  |

Tercer Lugar
| Jueves, 10 de octubre de 2013, 18:30 | Destroyers                                                                | 2:2 (2 - 3 p.)             | Calleja                                             | Estadio Ramón Tahuichi Aguilera, Santa Cruz |  |
|                                      | David Andersen 51' · Diego Paz 52'                                        | Reporte                    | Cristian Arano 28' · Carmelo Algarañaz 83'          |                                             |  |
|                                      |                                                                           | Tiros desde el punto penal |                                                     |                                             |  |
|                                      | Bazán · Rodrigo Rodríguez · Carlos Escalante · Diego Paz · David Andersen |                            | Flores · Cristian Arano · Isita · Carmelo Algarañaz |                                             |  |

| Martes, 8 de octubre de 2013, 20:30 | Destroyers                                                       | 0:0 (3 - 5 p.)             | ABB                                                                             | Estadio Ramón Tahuichi Aguilera, Santa Cruz |  |
|                                     |                                                                  | Reporte                    |                                                                                 |                                             |  |
|                                     |                                                                  | Tiros desde el punto penal |                                                                                 |                                             |  |
|                                     | Álvaro Paniagua · Gílbert Álvarez · Carlos Escalante · Diego Paz |                            | Carlos Fernández · Kadir Vaca · Jhon Carinao · Rubén Alcócer · Breyner González |                                             |  |

Final
| Jueves, 10 de octubre de 2013, 20:30 | García Agreda | 0:2     | ABB                                         | Estadio Ramón Tahuichi Aguilera, Santa Cruz |  |
|                                      |               | Reporte | Carlos Fernández 34' · Carlos Fernández 74' |                                             |  |